# باب کهنوج (بردسیر)
باب کهنوج یک منطقهٔ مسکونی در ایران است که در بخش مرکزی شهرستان بردسیر واقع شده‌است. براساس سرشماری مرکز آمار ایران در سال ۱۳۹۵، باب کهنوج ۱۰۰ نفر جمعیت دارد.